# Pepsi-Cola Grand Prix 1971
El Pepsi-Cola Grand Prix 1971 és el circuit de tennis professional masculí de l'any 1971 organitzat per l'International Lawn Tennis Federation (ILTF). Fou la segona edició del circuit de tennis Grand Prix i consistia amb els torneigs de tennis reconeguts per la ILTF. Els torneigs es disputaren entre l'1 d'abril i el 26 de desembre de 1971.
Els torneigs es van classificar en tres categories que determinava la quantitat de punts pel rànquing: Classe A (tres Grand Slams), Classe 1 (5) i Classe 2 (20), amb un total de 20 torneigs. Els torneigs Pepsi-Cola Masters i la final de la Copa Davis van ser incloses en el calendari però no comptaven pel circuit. En el Masters hi van accedir els sis primers classificats del rànquing.

## Calendari
Taula sobre el calendari complet dels torneigs que pertanyen a la temporada 1971 del Grand Prix. També s'inclouen els vencedors dels quadres individuals i dobles de cada torneig.
| Llegenda                 |
| ------------------------ |
| Grand Slam               |
| Grand Prix Masters       |
| Championship Series      |
| Esdeveniments per equips |

| Data d'inici   | Torneig       | Superfície   | Guanyador/s                          | Finalista/es                       |
| -------------- | ------------- | ------------ | ------------------------------------ | ---------------------------------- |
| 1 d'abril      | Niça          | Dura         | Ilie Năstase                         | Jan Kodeš                          |
| 12 d'abril     | Montecarlo    | Terra batuda | Ilie Năstase                         | Tom Okker                          |
| 12 d'abril     | Montecarlo    | Terra batuda | Ion Țiriac / Ilie Năstase            | Tom Okker / Roger Taylor           |
| 18 d'abril     | Charlotte     | Dura         | Arthur Ashe                          | Stan Smith                         |
| 18 d'abril     | Palerm        | Terra batuda | Roger Taylor                         | Pierre Barthès                     |
| 18 d'abril     | Palerm        | Terra batuda | Georges Goven / Pierre Barthès       | Ion Țiriac / Ilie Năstase          |
| 25 d'abril     | Catania       | Terra batuda | Jan Kodeš                            | Georges Goven                      |
| 25 d'abril     | Catania       | Terra batuda | Pierre Jauffret / Pierre Barthès     | Jan Kodeš / Jan Kukal              |
| 25 d'abril     | Houston       | Dura         | Cliff Richey                         | Clark Graebner                     |
| 25 d'abril     | Houston       | Dura         | Onny Parun / Milan Holeček           | Tom Edlefsen / Frank Froehling     |
| 1 de maig      | París         | Terra batuda | Stan Smith                           | François Jauffret                  |
| 1 de maig      | París         | Terra batuda | Stan Smith / Tom Gorman              | Pierre Barthès / François Jauffret |
| 17 de maig     | Hamburg       | Terra batuda | Andreu Gimeno                        | Péter Szőke                        |
| 17 de maig     | Hamburg       | Terra batuda | Andreu Gimeno / John Alexander       | Dick Crealy / Allan Stone          |
| 22 de maig     | Bournemouth   | Terra batuda | Gerald Battrick                      | Željko Franulović                  |
| 22 de maig     | Bournemouth   | Terra batuda | Owen Davidson / Bill Bowrey          | Patricio Cornejo / Jaime Fillol    |
| 22 de maig     | Brussel·les   | Terra batuda | Cliff Drysdale                       | Ilie Năstase                       |
| 22 de maig     | Brussel·les   | Terra batuda | Marty Riessen / Tom Okker            | Ilie Năstase / Ion Țiriac          |
| 24 de maig     | Roland Garros | Terra batuda | Jan Kodeš                            | Ilie Năstase                       |
| 24 de maig     | Roland Garros | Terra batuda | Arthur Ashe / Marty Riessen          | Tom Gorman / Stan Smith            |
| 24 de maig     | Roland Garros | Terra batuda | Françoise Dürr / Jean-Claude Barclay | Winnie Shaw / Tomas Lejus          |
| 14 de juny     | Queen's Club  | Gespa        | Stan Smith                           | John Newcombe                      |
| 14 de juny     | Queen's Club  | Gespa        | Marty Riessen / Tom Okker            | Stan Smith / Erik Van Dillen       |
| 21 de juny     | Wimbledon     | Gespa        | John Newcombe                        | Stan Smith                         |
| 21 de juny     | Wimbledon     | Gespa        | Roy Emerson / Rod Laver              | Arthur Ashe / Dennis Ralston       |
| 21 de juny     | Wimbledon     | Gespa        | Billie Jean King / Owen Davidson     | Margaret Court / Marty Riessen     |
| 5 de juliol    | Bastad        | Terra batuda | Ilie Năstase                         | Jan Leschly                        |
| 5 de juliol    | Bastad        | Terra batuda | Ilie Năstase / Ion Țiriac            | Jaime Pinto-Bravo / Butch Seewagen |
| 5 de juliol    | Gstaad        | Terra batuda | John Newcombe                        | Tom Okker                          |
| 5 de juliol    | Gstaad        | Terra batuda | Phil Dent / John Alexander           | John Newcombe / Tom Okker          |
| 5 de juliol    | Newport       | Gespa        | Ken Rosewall                         | Roger Taylor                       |
| 5 de juliol    | Newport       | Gespa        | Roger Taylor / Ken Rosewall          | John Clifton / John Paish          |
| 12 de juliol   | Washington DC | Terra batuda | Ken Rosewall                         | Marty Riessen                      |
| 12 de juliol   | Washington DC | Terra batuda | Tom Okker / Marty Riessen            | Bob Carmichael / Ray Ruffels       |
| 24 de juliol   | Clemmons      | Dura         | Jaime Fillol                         | Željko Franulović                  |
| 1 d'agost      | Columbus      | Dura         | Tom Gorman                           | Jimmy Connors                      |
| 1 d'agost      | Columbus      | Dura         | Jim Osborne / Jim McManus            | Jimmy Connors / Roscoe Tanner      |
| 8 d'agost      | Cincinnati    | Terra batuda | Stan Smith                           | Joan Gisbert                       |
| 8 d'agost      | Cincinnati    | Terra batuda | Erik Van Dillen / Stan Smith         | Sandy Mayer / Roscoe Tanner        |
| 8 d'agost      | Hilversum     | Dura         | Gerald Battrick                      | Ross Case                          |
| 8 d'agost      | Hilversum     | Dura         | Jean-Claude Barclay / Daniel Contet  | John Cooper / Colin Dibley         |
| 16 d'agost     | Indianapolis  | Terra batuda | Željko Franulović                    | Cliff Richey                       |
| 16 d'agost     | Indianapolis  | Terra batuda | Jan Kodeš / Željko Franulović        | Clark Graebner / Erik Van Dillen   |
| 16 d'agost     | Mont-real     | Terra batuda | John Newcombe                        | Tom Okker                          |
| 16 d'agost     | Mont-real     | Terra batuda | Marty Riessen / Tom Okker            | Arthur Ashe / Dennis Ralston       |
| 22 d'agost     | Merion        | Dura         | Clark Graebner                       | Dick Stockton                      |
| 22 d'agost     | Merion        | Dura         | Jim Osborne / Clark Graebner         | Robert McKinley / Dick Stockton    |
| 1 de setembre  | US Open       | Gespa        | Stan Smith                           | Jan Kodeš                          |
| 1 de setembre  | US Open       | Gespa        | John Newcombe / Roger Taylor         | Stan Smith / Erik Van Dillen       |
| 1 de setembre  | US Open       | Gespa        | Billie Jean King / Owen Davidson     | Betty Stöve / Robert Maud          |
| 1 de setembre  | South Orange  | Gespa        | Clark Graebner                       | Pierre Barthès                     |
| 1 de setembre  | South Orange  | Gespa        | Tom Leonard / Bob Carmichael         | Clark Graebner / Erik Van Dillen   |
| 20 de setembre | Los Angeles   | Dura         | Pancho Gonzales                      | Jimmy Connors                      |
| 20 de setembre | Los Angeles   | Dura         | Phil Dent / John Alexander           | Clark Graebner / Frank Froehling   |
| 20 de setembre | Sacramento    | Dura         | Robert Lutz                          | Alejandro Olmedo                   |
| 20 de setembre | Sacramento    | Dura         | Jim Osborne / Jim McManus            | Frew McMillan / Robert Maud        |
| 27 de setembre | Berkeley      | Dura         | Rod Laver                            | Ken Rosewall                       |
| 27 de setembre | Berkeley      | Dura         | Rod Laver / Roy Emerson              | Ken Rosewall / Fred Stolle         |
| 25 d'octubre   | Londres       | Dura         | Ilie Năstase                         | Rod Laver                          |
| 25 d'octubre   | Londres       | Dura         | Bob Hewitt / Frew McMillan           | Bill Bowrey / Owen Davidson        |
| 1 de desembre  | Buenos Aires  | Terra batuda | Željko Franulović                    | Ilie Năstase                       |
| 1 de desembre  | Buenos Aires  | Terra batuda | Ilie Năstase / Željko Franulović     | Patricio Cornejo / Jaime Fillol    |
| 4 de desembre  | París         | Moqueta      | Ilie Năstase                         | − (Round Robin)                    |

## Estadístiques
La següent taula mostra el nombre de títols aconseguits de forma individual (I), dobles (D) i dobles mixtes (X) aconseguits per cada tennista i també per països durant la temporada 1970. Els torneigs estan classificats segons la seva categoria dins el calendari Grand Prix 1970: Class A (Grand Slams), Grand Prix Masters, Class 1 i Class 2. L'ordre del jugadors s'ha establert a partir del nombre total de títols i llavors segons la categoria dels títols.

### Títols per tennista
| Total | Tennista            | Grand Slam | Grand Slam | Grand Slam | Grand Prix Masters | Championship Series | Championship Series | Resum | Resum | Resum |
| Total | Tennista            | I          | D          | X          | I                  | I                   | D                   | I     | D     | X     |
| ----- | ------------------- | ---------- | ---------- | ---------- | ------------------ | ------------------- | ------------------- | ----- | ----- | ----- |
| 8     | Ilie Năstase        |            |            |            | 1                  | 4                   | 3                   | 5     | 3     | 0     |
| 6     | Stan Smith          | 1          |            |            |                    | 3                   | 2                   | 4     | 2     | 0     |
| 5     | Marty Riessen       |            | 1          |            |                    |                     | 4                   | 0     | 5     | 0     |
| 4     | John Newcombe       | 1          | 1          |            |                    | 2                   |                     | 3     | 1     | 0     |
| 4     | Željko Franulović   |            |            |            |                    | 2                   | 2                   | 2     | 2     | 1     |
| 4     | Tom Okker           |            |            |            |                    |                     | 4                   | 0     | 4     | 0     |
| 3     | Owen Davidson       |            |            | 2          |                    |                     | 1                   | 0     | 1     | 2     |
| 3     | Jan Kodeš           | 1          |            |            |                    | 1                   | 1                   | 2     | 1     | 0     |
| 3     | Rod Laver           |            | 1          |            |                    | 1                   | 1                   | 1     | 2     | 0     |
| 3     | Roger Taylor        |            | 1          |            |                    | 1                   | 1                   | 1     | 2     | 0     |
| 3     | Clark Graebner      |            |            |            |                    | 2                   | 1                   | 2     | 1     | 1     |
| 3     | Ken Rosewall        |            |            |            |                    | 2                   | 1                   | 2     | 1     | 0     |
| 3     | John Alexander      |            |            |            |                    |                     | 3                   | 0     | 3     | 0     |
| 3     | Jim Osborne         |            |            |            |                    |                     | 3                   | 0     | 3     | 0     |
| 2     | Arthur Ashe         |            | 1          |            |                    | 1                   |                     | 1     | 1     | 0     |
| 2     | Roy Emerson         |            | 1          |            |                    |                     | 1                   | 0     | 2     | 0     |
| 2     | Jean-Claude Barclay |            |            | 1          |                    |                     | 1                   | 0     | 2     | 1     |
| 2     | Gerald Battrick     |            |            |            |                    | 2                   |                     | 2     | 0     | 0     |
| 2     | Andrés Gimeno       |            |            |            |                    | 1                   | 1                   | 1     | 1     | 0     |
| 2     | Tom Gorman          |            |            |            |                    | 1                   | 1                   | 1     | 1     | 0     |
| 2     | Pierre Barthès      |            |            |            |                    |                     | 2                   | 0     | 2     | 0     |
| 2     | Phil Dent           |            |            |            |                    |                     | 2                   | 0     | 2     | 0     |
| 2     | Jim McManus         |            |            |            |                    |                     | 2                   | 0     | 2     | 0     |
| 2     | Ion Țiriac          |            |            |            |                    |                     | 2                   | 0     | 2     | 0     |
| 1     | Cliff Drysdale      |            |            |            |                    | 1                   |                     | 1     | 0     | 0     |
| 1     | Jaime Fillol        |            |            |            |                    | 1                   |                     | 1     | 0     | 0     |
| 1     | Pancho Gonzales     |            |            |            |                    | 1                   |                     | 1     | 0     | 0     |
| 1     | Robert Lutz         |            |            |            |                    | 1                   |                     | 1     | 0     | 0     |
| 1     | Cliff Richey        |            |            |            |                    | 1                   |                     | 1     | 0     | 0     |
| 1     | Bill Bowrey         |            |            |            |                    |                     | 1                   | 0     | 1     | 0     |
| 1     | Bob Carmichael      |            |            |            |                    |                     | 1                   | 0     | 1     | 0     |
| 1     | Daniel Contet       |            |            |            |                    |                     | 1                   | 0     | 1     | 0     |
| 1     | Georges Goven       |            |            |            |                    |                     | 1                   | 0     | 1     | 0     |
| 1     | Bob Hewitt          |            |            |            |                    |                     | 1                   | 0     | 1     | 0     |
| 1     | Milan Holeček       |            |            |            |                    |                     | 1                   | 0     | 1     | 0     |
| 1     | Pierre Jauffret     |            |            |            |                    |                     | 1                   | 0     | 1     | 0     |
| 1     | Tom Leonard         |            |            |            |                    |                     | 1                   | 0     | 1     | 0     |
| 1     | Frew McMillan       |            |            |            |                    |                     | 1                   | 0     | 1     | 0     |
| 1     | Onny Parun          |            |            |            |                    |                     | 1                   | 0     | 1     | 0     |
| 1     | Erik Van Dillen     |            |            |            |                    |                     | 1                   | 0     | 1     | 0     |

### Títols per país
| Total | País           | Grand Slam | Grand Slam | Grand Slam | Grand Prix Masters | Championship Series | Championship Series | Resum | Resum | Resum |
| Total | País           | I          | D          | X          | I                  | I                   | D                   | I     | D     | X     |
| ----- | -------------- | ---------- | ---------- | ---------- | ------------------ | ------------------- | ------------------- | ----- | ----- | ----- |
| 21    | Estats Units   | 1          | 1          |            |                    | 10                  | 8                   | 11    | 10    | 0     |
| 17    | Austràlia      | 1          | 2          | 2          |                    | 5                   | 7                   | 6     | 9     | 2     |
| 8     | Romania        |            |            |            | 1                  | 4                   | 3                   | 5     | 3     | 0     |
| 5     | Regne Unit     |            | 1          |            |                    | 3                   | 1                   | 3     | 2     | 0     |
| 4     | Txecoslovàquia | 1          |            |            |                    | 1                   | 2                   | 2     | 2     | 0     |
| 4     | França         |            |            | 1          |                    |                     | 3                   | 0     | 3     | 1     |
| 4     | Iugoslàvia     |            |            |            |                    | 2                   | 2                   | 2     | 2     | 0     |
| 4     | Països Baixos  |            |            |            |                    |                     | 4                   | 0     | 4     | 0     |
| 2     | Espanya        |            |            |            |                    | 1                   | 1                   | 1     | 1     | 0     |
| 2     | Sud-àfrica     |            |            |            |                    |                     | 2                   | 0     | 2     | 0     |
| 1     | Xile           |            |            |            |                    | 1                   |                     | 1     | 0     | 0     |
| 1     | Nova Zelanda   |            |            |            |                    |                     | 1                   | 0     | 1     | 0     |

## Rànquings
| 1  | Stan Smith     | 5  | 4       |
| =  | John Newcombe  | 7  | 6       |
| 3  | Ken Rosewall   | 3  | =       |
| 4  | Rod Laver      | 4  | =       |
| 5  | Jan Kodeš      | 8  | 3       |
| 6  | Tom Okker      |    | Augment |
| 7  | Arthur Ashe    | 2  | 5       |
| 8  | Ilie Năstase   | 12 | 4       |
| 9  | Cliff Drysdale | 19 | 10      |
| 10 | Marty Riessen  |    | Augment |